# Palestina op de Olympische Zomerspelen 2024
Palestina nam deel aan de Olympische Zomerspelen 2024 in Parijs, Frankrijk.

## Aantal Deelnemers
Hieronder volgt een overzicht van de atleten die zich reeds gekwalificeerd hebben voor de Olympische Zomerspelen van 2024.
| Sport       | Mannen | Vrouwen | Totaal |
| ----------- | ------ | ------- | ------ |
| Atletiek    | 1      | 1       | 2      |
| Boksen      | 1      | 0       | 1      |
| Judo        | 1      | 0       | 1      |
| Schietsport | 1      | 0       | 1      |
| Taekwondo   | 1      | 0       | 1      |
| Zwemmen     | 1      | 1       | 2      |
| Totaal      | 6      | 2       | 8      |

## Deelnemers en Resultaten

### Atletiek

#### Loopnummers
Mannen
| atleet          | onderdeel | voorronde | voorronde | series | series | herkansingen | herkansingen | halve finale | halve finale | finale | finale |
| atleet          | onderdeel | tijd      | rang      | tijd   | rang   | tijd         | rang         | tijd         | rang         | tijd   | rang   |
| --------------- | --------- | --------- | --------- | ------ | ------ | ------------ | ------------ | ------------ | ------------ | ------ | ------ |
| Mohammed Dwedar | 800 m     | n.v.t.    | n.v.t.    |        |        |              |              |              |              |        |        |

Vrouwen
| atleet        | onderdeel | voorronde | voorronde | series     | series | herkansingen | herkansingen | halve finale   | halve finale   | finale         | finale         |
| atleet        | onderdeel | tijd      | rang      | tijd       | rang   | tijd         | rang         | tijd           | rang           | tijd           | rang           |
| ------------- | --------- | --------- | --------- | ---------- | ------ | ------------ | ------------ | -------------- | -------------- | -------------- | -------------- |
| Layla Almasri | 800 m     | n.v.t.    | n.v.t.    | 2:12.21 NR | 9 H    | 2:16.72      | 8            | niet geplaatst | niet geplaatst | niet geplaatst | niet geplaatst |

### Boksen
Mannen
| atleet       | onderdeel    | eerste ronde         | tweede ronde         | kwartfinale          | halve finale         | finale               | rang           |
| atleet       | onderdeel    | tegenstander uitslag | tegenstander uitslag | tegenstander uitslag | tegenstander uitslag | tegenstander uitslag | rang           |
| ------------ | ------------ | -------------------- | -------------------- | -------------------- | -------------------- | -------------------- | -------------- |
| Wasim Abusal | vedergewicht | Ibrahim V 0 - 5      | niet geplaatst       | niet geplaatst       | niet geplaatst       | niet geplaatst       | niet geplaatst |

### Judo
Mannen
| atleet       | onderdeel | eerste ronde         | tweede ronde           | derde ronde          | kwartfinale          | halve finale         | herkansing           | finale / BM          | finale / BM    |
| atleet       | onderdeel | tegenstander uitslag | tegenstander uitslag   | tegenstander uitslag | tegenstander uitslag | tegenstander uitslag | tegenstander uitslag | tegenstander uitslag | rang           |
| ------------ | --------- | -------------------- | ---------------------- | -------------------- | -------------------- | -------------------- | -------------------- | -------------------- | -------------- |
| Fares Badawi | −81 kg    | bye                  | Makhmadbekov V 00 - 10 | niet geplaatst       | niet geplaatst       | niet geplaatst       | niet geplaatst       | niet geplaatst       | niet geplaatst |

### Schietsport
Mannen
| atleet         | onderdeel | kwalificaties | kwalificaties | finale         | finale         |
| atleet         | onderdeel | punten        | rang          | punten         | rang           |
| -------------- | --------- | ------------- | ------------- | -------------- | -------------- |
| Romain Aufrère | skeet     | 100           | 30            | niet geplaatst | niet geplaatst |

### Taekwondo
Mannen
| atleet            | onderdeel | kwalificatie         | eerste ronde         | kwartfinale          | halve finale         | herkansing           | finale / BM          | finale / BM |
| atleet            | onderdeel | tegenstander uitslag | tegenstander uitslag | tegenstander uitslag | tegenstander uitslag | tegenstander uitslag | tegenstander uitslag | rang        |
| ----------------- | --------- | -------------------- | -------------------- | -------------------- | -------------------- | -------------------- | -------------------- | ----------- |
| Omar Yaser Ismail | -58 kg    |                      |                      |                      |                      |                      |                      |             |

### Zwemmen
Mannen
| Atleet          | Onderdeel     | Series | Series | Halve finale   | Halve finale   | Finale         | Finale         |
| Atleet          | Onderdeel     | Tijd   | Rang   | Tijd           | Rang           | Tijd           | Rang           |
| --------------- | ------------- | ------ | ------ | -------------- | -------------- | -------------- | -------------- |
| Yazan Al-Bawwab | 100 m rugslag | 58,26  | 43     | Niet geplaatst | Niet geplaatst | Niet geplaatst | Niet geplaatst |

Vrouwen
| atlete         | onderdeel        | series  | series | halve finale   | halve finale   | finale         | finale         |
| atlete         | onderdeel        | tijd    | rang   | tijd           | rang           | tijd           | rang           |
| -------------- | ---------------- | ------- | ------ | -------------- | -------------- | -------------- | -------------- |
| Valerie Tarazi | 200 m wisselslag | 2:20,56 | 32     | niet geplaatst | niet geplaatst | niet geplaatst | niet geplaatst |